# Marie von Thurn und Taxis
Marie von Thurn und Taxis (geboren 28. Dezember 1855 in Venedig als Prinzessin Marie Elisabeth Karoline zu Hohenlohe-Waldenburg-Schillingsfürst; gestorben 16. Februar 1934 in Lautschin) war eine deutsche Mäzenin.

## Leben
Die Prinzessin des Adelsgeschlechts der Hohenlohe-Waldenburg-Schillingsfürst wurde 1855 in Venedig geboren. Sie war eines von fünf Kindern von Egon Karl Franz zu Hohenlohe-Waldenburg-Schillingsfürst (4. Juli 1819 – 11. Januar 1865) und Therese Maria Beatrix Gräfin von Thurn-Hofer und Valsassina (12. Juni 1817 – 4. November 1893). Sie genoss eine anspruchsvolle kulturelle Ausbildung und sprach sechs Sprachen fließend.
Sie sammelte Kunstwerke, pflegte Bekanntschaften zu Künstlern und unterhielt einen exklusiven Salon in Paris. So war sie bekannt mit dem Museumsfachmann Wilhelm von Bode, der Schauspielerin Eleonora Duse, dem Balletttänzer Vaslav Nijinsky, die Dichterin Anna de Noailles, dem Philosophen Rudolf Kassner, dem Historiker Horatio Brown.

Schloss Duino bei Triest

1909 lernte sie über de Noailles und Kassner den Dichter Rainer Maria Rilke kennen und beherbergte ihn 1910 auf ihrem Schloss im böhmischen Lautschin. Mit dem verunsicherten Dichter unternahm sie Bildungsreisen nach Weimar. Er widmete der strengen, aber freigiebigen Gönnerin seine Duineser Elegien, die er begann, während er 1911 bis 1912 auf ihrem Schloss Duino an der Adriaküste weilte.
Nach dem Tod des Dichters veröffentlichte sie ihre Erinnerungen an die Freundschaft, die in zahlreiche Sprachen übersetzt wurden. Sie starb 1934 auf ihrem Schloss Lautschin.

## Ehe und Nachkommen
Sie heiratete 1876 Prinz Alexander von Thurn und Taxis (1851–1939) aus der böhmischen Linie des Hauses Thurn und Taxis, mit dem sie drei Kinder hatte: Erich, Eugen und Alexander, genannt Sascha. Ihr Sohn Alexander (1881–1937) wurde 1923 als Principe della Torre e Tasso italienischer Bürger und vom italienischen König zum Herzog von Castel Duino erhoben.

## Werk
- Vom Kaiser Huang-Li : Märchen für erwachsene Kinder. Berlin 1922.
- Erinnerungen an Rainer Maria Rilke. München 1932.